# Otoptera madagascariensis
Otoptera madagascariensis är en ärtväxtart som beskrevs av René Viguier. Otoptera madagascariensis ingår i släktet Otoptera och familjen ärtväxter. Inga underarter finns listade i Catalogue of Life.